# Premio Kniksen
Il premio Kniksen (nor. Kniksenprisen) è un premio istituito nel 1990 e assegnato annualmente al miglior calciatore norvegese. Il nome è un omaggio a Roald Jensen, rinomato calciatore soprannominato proprio Kniksen.

## Categorie

### Categoria A
La prima parte dei premi che vengono assegnati sono riservati ai giocatori della Eliteserien. Le categorie sono:
- Målvakt (Portiere), ossia il premio riservato al miglior portiere della Eliteserien.
- Forsvar (Difensore), ossia il premio riservato al miglior difensore della Eliteserien.
- Midtbane (Centrocampista), ossia il premio riservato al miglior centrocampista della Eliteserien.
- Angrep (Attaccante), ossia il premio riservato al miglior attaccante della Eliteserien.
- Trener (Allenatore), ossia il premio riservato al miglior allenatore della Eliteserien.
- Dommer (Arbitro), ossia il premio riservato al miglior arbitro della Eliteserien.

Nel 2006, sono state introdotte altre due categorie:
- Årets unge spiller (Giovane dell'anno), ossia il premio riservato al miglior giovane della Tippeligaen.
- Årets Adeccoligaen-spiller (Giocatore dell'Adeccoliga dell'anno), ossia il premio riservato al miglior calciatore della Adeccoliga.

I vincitori di questi premi devono necessariamente giocare nel campionato norvegese, ma la nazionalità del calciatore non è importante.

### Categoria B
In questa categoria, vengono assegnati i premi principali:
- Årets Kniksen (Kniksen dell'anno), ossia il calciatore norvegese dell'anno, in qualunque campionato giochi.
- Kniksens Hederspris (Kniksen onorario), ossia il premio riservato al calciatore o alla squadra che hanno dato un contributo significativo al calcio norvegese.

## Albo d'oro

### Portiere dell'anno
| Anno | Vincitore             | Club          |
| ---- | --------------------- | ------------- |
| 1990 | Einar Rossbach        | Tromsø        |
| 1991 | Frode Grodås          | Lillestrøm    |
| 1992 | Ola By Rise           | Rosenborg     |
| 1993 | Frode Grodås          | Lillestrøm    |
| 1994 | Thomas Myhre          | Viking        |
| 1995 | Morten Bakke          | Molde         |
| 1996 | Jørn Jamtfall         | Rosenborg     |
| 1997 | Frode Olsen           | Stabæk        |
| 1998 | Frode Olsen           | Stabæk        |
| 1999 | Frode Olsen           | Stabæk        |
| 2000 | Emile Baron           | Lillestrøm    |
| 2001 | Árni Gautur Arason    | Rosenborg     |
| 2002 | Erik Holtan           | Rosenborg     |
| 2003 | Espen Johnsen         | Rosenborg     |
| 2004 | Ali Al-Habsi          | Lyn Oslo      |
| 2005 | Árni Gautur Arason    | Vålerenga     |
| 2006 | Håkon Opdal           | Brann         |
| 2007 | Håkon Opdal           | Brann         |
| 2008 | Eddie Gustafsson      | Lyn Oslo      |
| 2009 | Jon Knudsen           | Stabæk        |
| 2010 | Anders Lindegaard     | Aalesund      |
| 2011 | Espen Bugge Pettersen | Molde         |
| 2012 | Kenneth Udjus         | Sogndal       |
| 2013 | Adam Larsen Kwarasey  | Strømsgodset  |
| 2014 | Ørjan Nyland          | Molde         |
| 2015 | Ørjan Nyland          | Ingolstadt 04 |
| 2016 | Piotr Leciejewski     | Brann         |
| 2017 | –                     | –             |

### Difensore dell'anno
| Anno | Vincitore                | Club         |
| ---- | ------------------------ | ------------ |
| 1990 | Per-Ove Ludvigsen        | Fyllingen    |
| 1991 | Pål Lydersen             | Start        |
| 1992 | Roger Nilsen             | Viking       |
| 1993 | Tore Pedersen            | Brann        |
| 1994 | Pål Lydersen             | Start        |
| 1995 | Erik Hoftun              | Rosenborg    |
| 1996 | Erik Hoftun              | Rosenborg    |
| 1997 | Erik Hoftun              | Rosenborg    |
| 1998 | Erik Hoftun              | Rosenborg    |
| 1999 | Erik Hoftun              | Rosenborg    |
| 2000 | Erik Hoftun              | Rosenborg    |
| 2001 | Torgeir Bjarmann         | Lillestrøm   |
| 2002 | Tommy Berntsen           | Lyn Oslo     |
| 2003 | Vidar Riseth             | Rosenborg    |
| 2004 | Erik Hagen               | Vålerenga    |
| 2005 | Bård Borgersen           | Start        |
| 2006 | Per Nilsson              | Odd Grenland |
| 2007 | Frode Kippe              | Lillestrøm   |
| 2008 | Morten Skjønsberg        | Stabæk       |
| 2009 | Knut Olav Rindarøy       | Molde        |
| 2010 | Tom Høgli                | Tromsø       |
| 2011 | Even Hovland             | Sogndal      |
| 2012 | Vegard Forren            | Molde        |
| 2013 | Lars-Christopher Vilsvik | Strømsgodset |
| 2014 | Martin Linnes            | Molde        |
| 2015 | Jonas Svensson           | Rosenborg    |
| 2016 | Jonas Svensson           | Rosenborg    |
| 2017 | –                        | –            |

### Centrocampista dell'anno
| Anno | Vincitore           | Club         |
| ---- | ------------------- | ------------ |
| 1990 | Per Egil Ahlsen     | Brann        |
| 1991 | Øyvind Leonhardsen  | Molde        |
| 1992 | Erik Mykland        | Start        |
| 1993 | Øyvind Leonhardsen  | Rosenborg    |
| 1994 | Erik Mykland        | Start        |
| 1995 | Ståle Solbakken     | Lillestrøm   |
| 1996 | Trond Egil Soltvedt | Rosenborg    |
| 1997 | Bent Skammelsrud    | Rosenborg    |
| 1998 | Roar Strand         | Rosenborg    |
| 1999 | Magnus Svensson     | Viking       |
| 2000 | Ørjan Berg          | Rosenborg    |
| 2001 | Ørjan Berg          | Rosenborg    |
| 2002 | Ørjan Berg          | Rosenborg    |
| 2003 | Martin Andresen     | Stabæk       |
| 2004 | Ardian Gashi        | Vålerenga    |
| 2005 | Kristofer Hæstad    | Start        |
| 2006 | Robert Koren        | Lillestrøm   |
| 2007 | Alanzinho           | Stabæk       |
| 2008 | Alanzinho           | Stabæk       |
| 2009 | Makhtar Thioune     | Molde        |
| 2010 | Anthony Annan       | Rosenborg    |
| 2011 | Michael Barrantes   | Aalesund     |
| 2012 | Magnus Wolff Eikrem | Molde        |
| 2013 | Stefan Johansen     | Strømsgodset |
| 2014 | Jone Samuelsen      | Odd          |
| 2015 | Ole Kristian Selnæs | Rosenborg    |
| 2016 | Mike Jensen         | Rosenborg    |
| 2017 | –                   | –            |

### Attaccante dell'anno
| Anno | Vincitore               | Club       |
| ---- | ----------------------- | ---------- |
| 1990 | Tore André Dahlum       | Start      |
| 1991 | Gøran Sørloth           | Rosenborg  |
| 1992 | Gøran Sørloth           | Rosenborg  |
| 1993 | Mons Ivar Mjelde        | Lillestrøm |
| 1994 | Harald Martin Brattbakk | Rosenborg  |
| 1995 | Harald Martin Brattbakk | Rosenborg  |
| 1996 | Mons Ivar Mjelde        | Brann      |
| 1997 | Harald Martin Brattbakk | Rosenborg  |
| 1998 | Sigurd Rushfeldt        | Rosenborg  |
| 1999 | Rune Lange              | Tromsø     |
| 2000 | Thorstein Helstad       | Brann      |
| 2001 | Clayton Zane            | Lillestrøm |
| 2002 | Bengt Sæternes          | Bodø/Glimt |
| 2003 | Harald Martin Brattbakk | Rosenborg  |
| 2004 | Alexander Ødegaard      | Sogndal    |
| 2005 | Ole Martin Årst         | Tromsø     |
| 2006 | Steffen Iversen         | Rosenborg  |
| 2007 | Thorstein Helstad       | Brann      |
| 2008 | Daniel Nannskog         | Stabæk     |
| 2009 | Rade Prica              | Rosenborg  |
| 2010 | Mohammed Abdellaoue     | Vålerenga  |
| 2011 | Nikola Đurđić           | Haugesund  |
| 2012 | Alexander Søderlund     | Haugesund  |
| 2013 | Frode Johnsen           | Odd        |
| 2014 | Viðar Örn Kjartansson   | Vålerenga  |
| 2015 | Alexander Søderlund     | Rosenborg  |
| 2016 | Christian Gytkjær       | Rosenborg  |
| 2017 | –                       | –          |

### Allenatore dell'anno
| Anno | Vincitore               | Club         |
| ---- | ----------------------- | ------------ |
| 1990 | Nils Arne Eggen         | Rosenborg    |
| 1991 | Benny Lennartsson       | Viking       |
| 1992 | Per Brogeland           | Kongsvinger  |
| 1993 | Trond Sollied           | Bodø/Glimt   |
| 1994 | Nils Arne Eggen         | Rosenborg    |
| 1995 | Nils Arne Eggen         | Rosenborg    |
| 1996 | Nils Arne Eggen         | Rosenborg    |
| 1997 | Dag Vidar Kristoffersen | Strømsgodset |
| 1998 | Trond Sollied           | Rosenborg    |
| 1999 | Nils Arne Eggen         | Rosenborg    |
| 2000 | Benny Lennartsson       | Viking       |
| 2001 | Arne Erlandsen          | Lillestrøm   |
| 2002 | Sture Fladmark          | Lyn Oslo     |
| 2003 | Øystein Gåre            | Bodø/Glimt   |
| 2004 | Ståle Solbakken         | HamKam       |
| 2005 | Tom Nordlie             | Start        |
| 2006 | Knut Tørum              | Rosenborg    |
| 2007 | Mons Ivar Mjelde        | Brann        |
| 2008 | Jan Jönsson             | Stabæk       |
| 2009 | Kjell Jonevret          | Molde        |
| 2010 | Jostein Grindhaug       | Haugesund    |
| 2011 | Ole Gunnar Solskjær     | Molde        |
| 2012 | Ole Gunnar Solskjær     | Molde        |
| 2013 | Ronny Deila             | Strømsgodset |
| 2014 | Tor Ole Skullerud       | Molde        |
| 2015 | Bob Bradley             | Stabæk       |
| 2016 | Lars Arne Nilsen        | Brann        |
| 2017 | Kåre Ingebrigtsen       | Rosenborg    |

### Arbitro dell'anno
| Anno | Vincitore           | Club         |
| ---- | ------------------- | ------------ |
| 1990 | Rune Pedersen       | Sprint-Jeløy |
| 1991 | Rune Pedersen       | Sprint-Jeløy |
| 1992 | Rune Pedersen       | Sprint-Jeløy |
| 1993 | Roy Helge Olsen     | Lyn Oslo     |
| 1994 | Rune Pedersen       | Sprint-Jeløy |
| 1995 | Rune Pedersen       | Sprint-Jeløy |
| 1996 | Rune Pedersen       | Sprint-Jeløy |
| 1997 | Rune Pedersen       | Sprint-Jeløy |
| 1998 | Rune Pedersen       | Sprint-Jeløy |
| 1999 | Rune Pedersen       | Sprint-Jeløy |
| 2000 | Rune Pedersen       | Sprint-Jeløy |
| 2001 | Tom Henning Øvrebø  | Nordstrand   |
| 2002 | Tom Henning Øvrebø  | Nordstrand   |
| 2003 | Tom Henning Øvrebø  | Nordstrand   |
| 2004 | Terje Hauge         | Hordaland    |
| 2005 | Tom Henning Øvrebø  | Nordstrand   |
| 2006 | Tom Henning Øvrebø  | Nordstrand   |
| 2007 | Terje Hauge         | Hordaland    |
| 2008 | Espen Berntsen      | Vang         |
| 2009 | Kristoffer Helgerud | Lier         |
| 2010 | Svein Oddvar Moen   | Haugar       |
| 2011 | Svein Oddvar Moen   | Haugar       |
| 2012 | Svein Oddvar Moen   | Haugar       |
| 2013 | –                   | –            |
| 2014 | Svein Oddvar Moen   | Haugar       |
| 2015 | Svein Oddvar Moen   | Haugar       |
| 2016 | Tore Hansen         | Feda         |

### Kniksen dell'anno
| Anno | Vincitore           | Club            |
| ---- | ------------------- | --------------- |
| 1990 | Erik Thorstvedt     | Tottenham       |
| 1991 | Rune Bratseth       | Werder Brema    |
| 1992 | Rune Bratseth       | Werder Brema    |
| 1993 | Egil Olsen          | Norvegia        |
| 1994 | Rune Bratseth       | Werder Brema    |
| 1995 | Hege Riise          | Norvegia        |
| 1996 | Ole Gunnar Solskjær | Manchester Utd  |
| 1997 | Nils Arne Eggen     | Rosenborg       |
| 1998 | Tore André Flo      | Chelsea         |
| 1999 | Henning Berg        | Manchester Utd  |
| 2000 | Erik Mykland        | Monaco 1860     |
| 2001 | Ørjan Berg          | Rosenborg       |
| 2002 | André Bergdølmo     | Ajax            |
| 2003 | Martin Andresen     | Stabæk          |
| 2004 | Erik Hagen          | Vålerenga       |
| 2005 | John Carew          | Olympique Lione |
| 2006 | John Arne Riise     | Liverpool       |
| 2007 | John Carew          | Aston Villa     |
| 2008 | John Carew          | Aston Villa     |
| 2009 | Brede Hangeland     | Fulham          |
| 2010 | Anthony Annan       | Rosenborg       |
| 2011 | Mohammed Abdellaoue | Hannover 96     |
| 2012 | Brede Hangeland     | Fulham          |
| 2013 | –                   | –               |
| 2014 | Stefan Johansen     | Celtic          |
| 2015 | –                   | –               |
| 2016 | –                   | –               |
| 2017 | –                   | –               |

### Kniksen onorario
| Anno | Vincitore                                                      | Club/Nazionale                  |
| ---- | -------------------------------------------------------------- | ------------------------------- |
| 1990 | –                                                              | –                               |
| 1991 | Sverre Brandhaug Terje Kojedal                                 | Rosenborg HamKam                |
| 1992 | Per Egil Ahlsen Egil Olsen                                     | Brann Norvegia                  |
| 1993 | Norvegia Heidi Støre Even Pellerud                             | Norvegia                        |
| 1994 | Rune Bratseth Per Ravn Omdal                                   | Rosenborg Norges Fotballforbund |
| 1995 | Ola By Rise                                                    | Rosenborg                       |
| 1996 | Erik Thorstvedt                                                | Viking                          |
| 1997 | Rosenborg Nils Arne Eggen                                      | Rosenborg                       |
| 1998 | Rune Pedersen                                                  | Sprint-Jeløy                    |
| 1999 | Jostein Flo Nils Johan Semb                                    | Strømsgodset Norvegia           |
| 2000 | Mini Jakobsen Rosenborg Norvegia Gøril Kringen                 | Rosenborg Norvegia              |
| 2001 | Bent Skammelsrud Roar Strand                                   | Rosenborg                       |
| 2002 | Nils Arne Eggen                                                | Rosenborg                       |
| 2003 | Per Ravn Omdal                                                 | Norges Fotballforbund           |
| 2004 | Henning Berg Hege Riise                                        | Norvegia                        |
| 2005 | –                                                              | –                               |
| 2006 | –                                                              | –                               |
| 2007 | Ole Gunnar Solskjær                                            | Manchester Utd                  |
| 2008 | Ronny Johnsen                                                  | Norvegia                        |
| 2009 | Karen Espelund                                                 | Norges Fotballforbund           |
| 2010 | Terje Hauge                                                    | Hordaland                       |
| 2011 | Sigurd Rushfeldt                                               | Tromsø                          |
| 2012 | Nils Skutle                                                    | Rosenborg                       |
| 2013 | –                                                              | –                               |
| 2014 | Boye Skistad                                                   |                                 |
| 2015 | Frode Johnsen                                                  | Odd                             |
| 2016 | Daniel Berg Hestad                                             | Molde                           |
| 2017 | Åge Hareide                                                    |                                 |
| 2018 | Kjetil Rekdal                                                  |                                 |
| 2019 | Bjarne Berntsen Ingrid Hjelmseth                               |                                 |
| 2020 | Erling Haaland                                                 |                                 |
| 2021 | Famiglia calcistica Berg (Harald, Ørjan, Runar, Arild, Patrik) |                                 |
| 2022 | Martin Ødegaard                                                |                                 |
| 2023 | Teddy Moen                                                     |                                 |

### Fuori categoria

#### Giovane dell'anno
| Anno | Vincitore       | Club         |
| ---- | --------------- | ------------ |
| 2006 | Chinedu Obasi   | Lyn Oslo     |
| 2007 | –               | –            |
| 2008 | –               | –            |
| 2009 | –               | –            |
| 2010 | –               | –            |
| 2011 | –               | –            |
| 2012 | –               | –            |
| 2013 | –               | –            |
| 2014 | Martin Ødegaard | Strømsgodset |
| 2015 | Iver Fossum     | Strømsgodset |
| 2016 | Sander Berge    | Vålerenga    |
| 2017 | Krépin Diatta   | Sarpsborg 08 |

#### Giocatore dell'anno della 1. divisjon
| Anno | Vincitore               | Club         |
| ---- | ----------------------- | ------------ |
| 2006 | Mattias Andersson       | Strømsgodset |
| 2007 | –                       | –            |
| 2008 | –                       | –            |
| 2009 | –                       | –            |
| 2010 | –                       | –            |
| 2011 | –                       | –            |
| 2012 | –                       | –            |
| 2013 | Papa Alioune Ndiaye     | Bodø/Glimt   |
| 2014 | Pål Alexander Kirkevold | Sandefjord   |
| 2015 | Fredrik Haugen          | Brann        |
| 2016 | Pontus Engblom          | Sandnes Ulf  |
| 2017 | Kristian Opseth         | Bodø/Glimt   |

#### Miglior giocatore del campionato
| Anno | Vincitore           | Club      |
| ---- | ------------------- | --------- |
| 2014 | Jone Samuelsen      | Odd       |
| 2015 | Ole Kristian Selnæs | Rosenborg |
| 2016 | Mike Jensen         | Rosenborg |
| 2017 | Tore Reginiussen    | Rosenborg |

#### Miglior giocatrice del campionato
| Anno | Vincitrice        | Club        |
| ---- | ----------------- | ----------- |
| 2006 | Lisa-Marie Woods  | Stabæk      |
| 2007 | –                 | –           |
| 2008 | –                 | –           |
| 2009 | –                 | –           |
| 2010 | –                 | –           |
| 2011 | –                 | –           |
| 2012 | –                 | –           |
| 2013 | –                 | –           |
| 2014 | Isabell Herlovsen | LSK Kvinner |
| 2016 | Lene Mykjåland    | LSK Kvinner |
| 2017 | Guro Reiten       | LSK Kvinner |

#### Giocatrice rivelazione del campionato
| Anno | Vincitrice                | Club    |
| ---- | ------------------------- | ------- |
| 2014 | Synne Jensen              | Kolbotn |
| 2016 | Marie Dølvik Markussen    | Stabæk  |
| 2017 | Heidi Elisabeth Ellingsen | Stabæk  |

#### Miglior gol
| Anno | Vincitore        | Club         |
| ---- | ---------------- | ------------ |
| 2006 | Fredrik Gulsvik  | Odd Grenland |
| 2017 | Nicklas Bendtner | Rosenborg    |